# Histologický preparát
Histologické preparáty jsou mikroskopické preparáty určené pro studium a buněčnou diferenciální diagnostiku živých tkání.
Pro přímé histologické studium je vhodné jen velmi omezené množství živočišných tkání a buněk. K tomu, aby bylo možné studovat jednotlivé tkáně, je zapotřebí zhotovit preparáty. To znamená je šetrně a rychle usmrtit, nařezat na tenké řezy a obarvit.

## Fixační činidla
K usmrcení tkání se používá fixačních tekutin. Jejich jednotlivé komponenty ovlivňují výsledný obraz, protože se při kontaktu s tkání jedná o chemickou reakci. Například chlorid rtuťnatý hrubě denaturuje bílkovinné komponenty, ale dobře zachovává strukturu cytoplazmy a jádra. Naopak formaldehyd, glutaraldehyd a oxid osmičelý) denaturují proteinové složky velmi jemně, a proto se používají pro fixaci v elektronomikroskopických studiích. Pro studium tuků a tukových látek je vhodný formaldehyd či podobná látka, která k nim není agresivní. V řadě případů je možné využít metodu zmrazení tkáně a její vakuové vysušení ve zmrzlém stavu, což zabere podstatně méně času, avšak na úkor výsledné kvality.

## Zalévání
Pro vznik velmi tenkých a kvalitních řezů je nutné tkáň zalít do média, které jí zpevní. Cílem je získat homogenní blok, který lze krájet na tenké řezy. Pro světelné mikroskopické pozorování se zhotovují řezy tlusté 4-20 mikrometrů (μm), pro elektronmikroskopickou analýzu pak řezy o tloušťce 100 nanometrů (nm) a tenčí.
Klasicky se tkáň zalévá do parafínu, případně celoidinu (nitrocelulózy). Méně obvyklé je zmrazení zkoumaného materiálu. V elektronové mikroskopii se uplatňuje zalévání do různých epoxidových nebo polyesterových pryskyřic.
Většina těchto „zálivek“ však není mísitelná s vodou, a proto je nutné tkáň nejdříve odvodnit a nasytit rozpouštědlem, ve kterém je zálivka rozpustná. Obvykle je dehydratační proces realizován stoupající řadou alkoholů (etanol 70 %, 80 %, 90 %, 96 % a absolutní). Jako rozpouštědlo se nejčastěji používá (u parafinových řezů) toluen, pro celluloidin pak alkohol-éter a pro polyestery aceton. Parafín je za pokojové teploty tuhý, proto je zalévanou tkáň nutné zahřívat při teplotě cca 60 °C, což snižuje aktivitu některých enzymů a smršťuje tkáň.

## Krájení na mikrotomech
Krájení tkáně se provádí na mikrotomech. Jedná se o jednoduché přístroje,ve kterých je nůž orientovaný v rovině proti bloku a blok je po každém řezu posouván šroubem do výšky. Pro elektronové mikroskopy jsou zhotovovány preparáty na ultramikrotomech.
Po ukrojení řezu z parafínového bloku je řez napnut na kapce vody a přilepen na podložní sklíčko. Celloidinové řezy jsou štětečkem přenášeny do 70% alkoholu, zmražené řezy pak do nádoby s destilovanou vodou. U parafinových řezů se jako lepidlo k adhezi na podložní sklíčko používá nejčastěji bílek-glycerin, jindy želatina nebo syntetická lepidla. Po nalepení musí být řezy odparafínovány a převedeny zpět do vody, aby mohly být barveny (ve většině případů).

## Barviva a barvení
A. Přirozená barviva:
- hematoxylin – extrakt z kampeškového dubu (Hematoxylon campechianum)
- karmín – extrakt samiček červce nopálového (Coccus cacti)
- orcein – extrakt lišejníků
- šafrán – extrakt blizen šafránu (Crocus sativus)

Prvá dvě barviva se řadí k jádrovým (bazickým), orcein má různá užití, šafrán je barvivo na kolagen kyselé.
B. Syntetická barviva:
- Xantinové deriváty:
  - eosin (tetrabromfluorescein)
  - fluorescein

- Trifenylmetanové deriváty:
  - bazický fuchsin (bazické barvivo) – je základem pro další barviva Schiffovo činidlo, rezorcinfuchsin a aldehydfuchsin
  - anilinová modř – kyselé barvivo
  - světlá zeleň – kyselé barvivo
  - kyselý fuchsin – kyselé barvivo

- Thiazinové deriváty (bazická barviva):
  - thionin
  - azury
  - toluidinová modř
  - methylenová modř

- Azo-barviva:
  - Janusova zeleň – pro barvení mitochondrií
  - olejová červeň – na tuky
  - sudanová červeň – na tuky (viz Sudan)

### Barvení hematoxylin-eozín

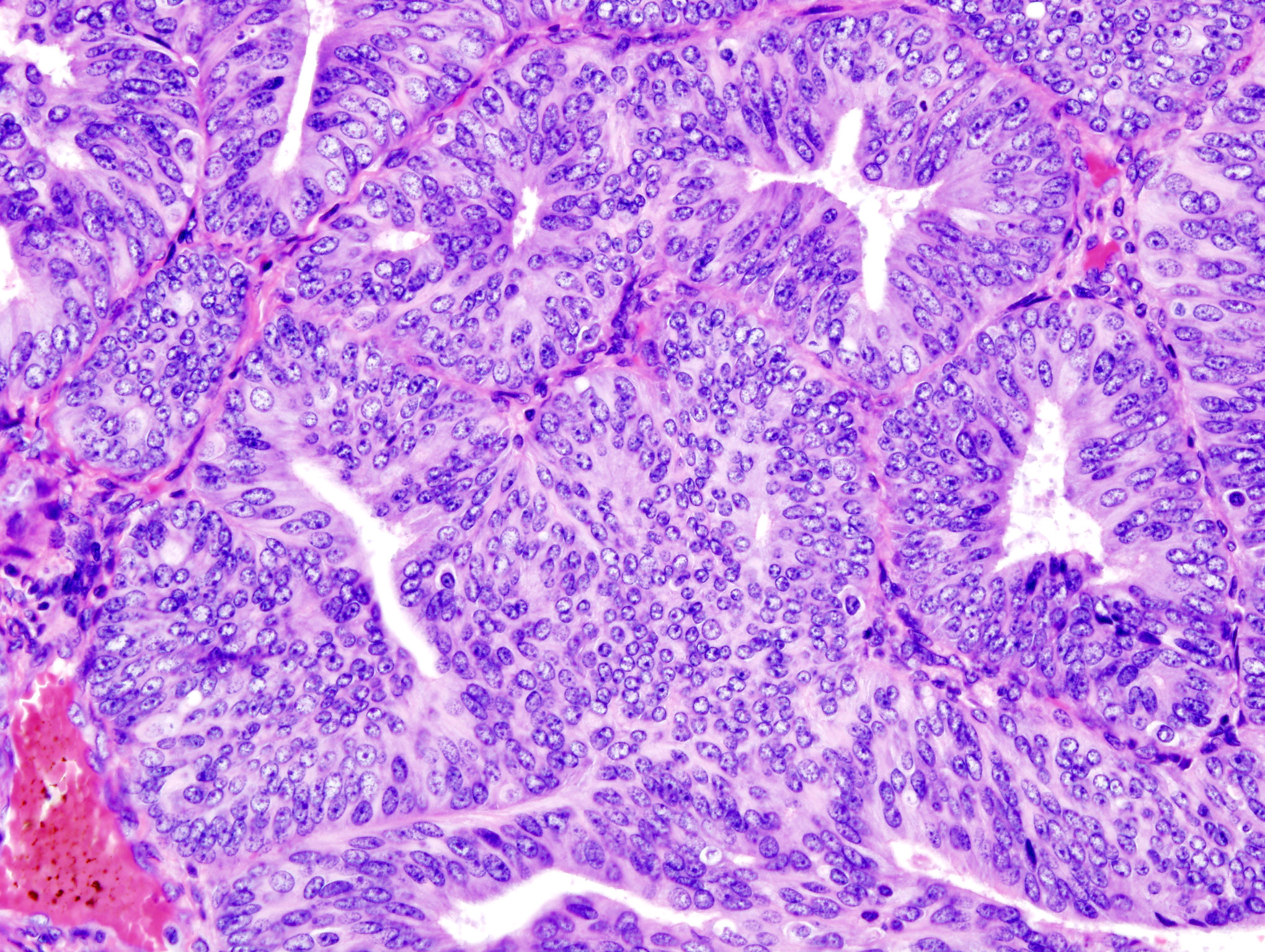
Příklad barvení hematoxylin-eozinem na preparátu endometriálního adenokarcinomu

Nejjednodušším a nejčastějším barvením preparátů je hematoxylin-eozin. Jako hematoxylin se použije některý z řady kamencových hematoxylinů (například Mayerův, Ehrlichův, nebo Harrisův). Kamenec je síran draselno-hlinitý.
Výsledek barvení: Jádra a bazofilní struktury modré, ostatní části preparátu odstínovaně červené.

### Barvení Weigertův železitý hematoxylin – van Gieson
K barvení jader se použije železitý hematoxylin a dobarvuje se kyselým fuchsinem a kyselinou pikrovou.
Výsledek barvení: Jádra temně hnědá, červeně kolagenní vlákna vaziva (fuchsinem) a svaly žlutě (kyselinou pikrovou).

### Heidenhainův azan
K barvení jader se užije azokarmín G a po moření řezů v roztoku kyseliny fosfowolframové následuje dobarvení směsí anilínové modře a G oranže. Jedná se o složitou techniku.
Výsledek barvení: Červeně jádra a některá granula žláz, stejně červeně červené krvinky, modře kolagen a granula některých buněk, oranžovo-červeně svaly a zlato-oranžově granula některých buněk. Cytoplazma se často obarví bledě modře.

### Modrý Massonův trichrom
Kombinace barvení Regaudovým železitým hematoxilynem, kyselým fuchsinem a anilinovou modří.
Výsledek barvení: jádra jsou černá, cytoplazma většinou červená, kolagenní vlákna a mukoidní substance modré.

### Žlutý Massonův trichrom
Používán byl zejména v minulosti.
Výsledek barvení: jádra jsou modrá nebo černá (podle užitého hematoxylinu), cytoplazma je červená, kolagen zlatožlutý.

### Barvení elastických vláken
Verhoeffův jódový hematoxylin je málo používaným barvením na elastická vlákna, které spolu s jádry zbarví černě. Používanější na elastiku je barvení orceinem, kdy vlákna jsou červenohnědá. Rezorcinfuchsin je zbarví temně fialově, aldehydfuchsin modro-fialově.

### Impregnace podle Gömöriho
Využívá se pro zobrazení retikulárních vláken, která jsou černá a hnědá pak vlákna kolagenní. Může být použito i při impregnaci amoniakálním roztokem stříbra.

### Barvení nervového systému
Používá se k impregnaci neurofibril podle Bielschowského nebo její modifikace dle Gros-Schultzeho. Stejně tak impregnace gliových buněk podle Ramon-y-Cajala nebo dle Rio del Hortegy. Tato barvení jsou pro svou nespolehlivost nahrazována imunohistochemickými průkazy neurofibril a kyselého fibrilárního proteinu glií.

### Barvení podle Pappenheima
Slouží k obarvení krevního nátěru. Použijí se dvě směsi barviv - podle Maye a Grünwalda (je to eozinát azuru II. rozpuštěný v methanolu) a dle Giemsy a Romanowského (eozinát metylenové modři a eozinát metylenazuru rozpuštěný ve směsi stejných dílů methanolu a glycerolu). Někdy jsou tato barviva označována jako neutrální.
Krevní nátěr se po zaschnutí překryje kapkami Mayova-Grünwaldova roztoku, jenž se nechá působit tři minuty (fixace methanolem). Na nátěr je dokapán stejný počet kapek destilované vody o neutrálním pH a roztoky se promísí (dojde k barvení nátěru). Po jedné minutě se zředěný roztok slije a nakape na nátěr zředěné barvivo dle Giemsy a Romanowského (0,3 ml barviva do 10 ml destilované vody). Nechá se barvit 12-15 minut. Barvivo se opět slije, nátěr pak opláchne ústojným roztokem o neutrálním pH a usuší se na vzduchu.
Výsledek barvení: Erytrocyty jsou růžové, jaderný chromatin červenofialový, cytoplazma monocytů blankytně modrá, cytoplazma lymfocytů je také modrá, někdy temnější (pro více ribozomů), acidofilní granula eozinofilních granulocytů medová až růžová, bazofilní granula hnědá až hnědofialová, trombocyty mají hyaloméru modrou a centrální chromoméru purpurovou. V bazofilních granulocytech se nemusí zbarvit granula vůbec, protože jsou ve vodě rozpustná.